# Varanus juxtindicus
Varanus juxtindicus là một loài thằn lằn trong họ Varanidae. Loài này được Böhme, Philipp & Ziegler mô tả khoa học đầu tiên năm 2002.